# العلاقات الغواتيمالية الموريشيوسية
العلاقات الغواتيمالية الموريشيوسية هي العلاقات الثنائية التي تجمع بين غواتيمالا وموريشيوس.

## مقارنة بين البلدين
هذه مقارنة عامة ومرجعية للدولتين:
| وجه المقارنة                                              | غواتيمالا       | موريشيوس                 |
| --------------------------------------------------------- | --------------- | ------------------------ |
| المساحة (كم2)                                             | 108.89 ألف      | 2.04 ألف                 |
| عدد السكان (نسمة)                                         | 17.26 مليون     | 1.26 مليون               |
| الكثافة السكانية (ن./كم²)                                 | 158.51          | 617.65                   |
| العاصمة                                                   | غواتيمالا       | بورت لويس                |
| اللغة الرسمية                                             | اللغة الإسبانية | لغة إنجليزية، لغة فرنسية |
| العملة                                                    | كتزال غواتيمالي | روبي موريشي              |
| الناتج المحلي الإجمالي (بليون دولار)                      | 75.62 مليار     | 13.34 مليار              |
| الناتج المحلي الإجمالي (تعادل القوة الشرائية) بليون دولار | 126.21 مليار    | 25.36 مليار              |
| الناتج المحلي الإجمالي الاسمي للفرد دولار أمريكي          | 3.90 ألف        | 9.25 ألف                 |
| الناتج المحلي الإجمالي للفرد دولار أمريكي                 | 7.45 ألف        | 18.59 ألف                |
| مؤشر التنمية البشرية                                      | 0.627           | 0.777                    |
| رمز المكالمات الدولي                                      | +502            | +230                     |
| رمز الإنترنت                                              | .gt             | .mu                      |
| المنطقة الزمنية                                           | 00              | ت ع م+04:00              |

## منظمات دولية مشتركة
يشترك البلدان في عضوية مجموعة من المنظمات الدولية، منها:
| علم المنظمة | اسم المنظمة                               | تاريخ انضمام غواتيمالا | تاريخ انضمام موريشيوس |
| ----------- | ----------------------------------------- | ---------------------- | --------------------- |
|             | مؤسسة التنمية الدولية                     | 27 أبريل 1961          | 23 سبتمبر 1968        |
|             | يونسكو                                    | 2 يناير 1950           | 25 أكتوبر 1968        |
|             | وكالة ضمان الاستثمار متعدد الأطراف        | 11 يوليو 1996          | 28 ديسمبر 1990        |
|             | الأمم المتحدة                             | 21 نوفمبر 1945         | 24 أبريل 1968         |
|             | الاتحاد البريدي العالمي                   | ?                      | ?                     |
|             | البنك الدولي للإنشاء والتعمير             | 28 ديسمبر 1945         | 23 سبتمبر 1968        |
|             | المنظمة الهيدروغرافية الدولية             | ?                      | ?                     |
|             | الاتحاد الدولي للاتصالات                  | 10 يوليو 1914          | 30 أغسطس 1969         |
|             | منظمة حظر الأسلحة الكيميائية              | ?                      | ?                     |
|             | مؤسسة التمويل الدولية                     | 20 يوليو 1956          | 23 سبتمبر 1968        |
|             | المركز الدولي لتسوية المنازعات الاستشارية | 20 فبراير 2003         | 2 يوليو 1969          |
|             | منظمة التجارة العالمية                    | ?                      | ?                     |
|             | منظمة الشرطة الجنائية الدولية             | ?                      | ?                     |

## وصلات خارجية
- موقع وزارة الخارجية الغواتيمالية